# باخربة (دوعن)
'

تعديل مصدري - تعديل

باخربة هي إحدى قرى عزلة صيف بمديرية دوعن التابعة لمحافظة حضرموت، بلغ تعداد سكانها 153 نسمة حسب تعداد اليمن لعام 2004.